# Student Bodies (serie televisiva)
Student Bodies è una serie televisiva statunitense e canadese in 66 episodi trasmessi per la prima volta nel corso di tre stagioni dal 1997 al 2000.

## Personaggi
- Emily Roberts (65 episodi, 1997-2000), interpretata da	Nicole Lyn.
- Chris Sheppard (65 episodi, 1997-2000), interpretato da Ross Hull.
- Margaret 'Mags' Abernathy (65 episodi, 1997-2000), interpretata da	Katie Emme McIninch.
- Victor Kane (65 episodi, 1997-2000), interpretato da Miklos Perlus.
- Francesca 'Flash' Albright (65 episodi, 1997-2000), interpretata da Jessica Goldapple.
- Romeo Carter (65 episodi, 1997-2000), interpretato da Mark L. Taylor.
- Cody Anthony Miller (65 episodi, 1997-2000), interpretato da Jamie Elman.
- Grace Vasquez (50 episodi, 1997-1999), interpretata da	Victoria Sanchez.
- Dino (38 episodi, 1997-2000), interpretato da Dino Valiotis.
- Morgan McKnight (28 episodi, 1997-1999), interpretata da Erin Simms.
- Mrs. Morton (17 episodi, 1997-2000), interpretata da Michelle Sweeney.
- Kim McLoud (16 episodi, 1999-2000), interpretata da Jennifer Finnigan.
- Mr. Fishbaum (13 episodi, 1997-1998), interpretato da Richard Jutras.
- JJ (10 episodi, 1997-1999), interpretato da Andrew W. Walker.
- Frank Miller (9 episodi, 1998-2000), interpretato da Larry Day.
- Horace (9 episodi, 1997-1999), interpretato da	Philip Le Maistre.
- T.J. (6 episodi, 1997-1998), interpretato da Kerwin Jackson.
- Holly Benson (5 episodi, 1999-2000), interpretata da Katheryn Winnick.
- Ms. Phipps (5 episodi, 1997-1998), interpretata da	Lisa Bronwyn Moore.
- Stevie Blum (5 episodi, 1997-1998), interpretato da Richard Azimov.
- Tanya Morrison (4 episodi, 1998-1999), interpretata da	Karina Huber.
- Paula (4 episodi, 1999-2000), interpretata da Mandy Schaffer.
- Joe (3 episodi, 1999), interpretato da	Paul Lemelin.
- Mr. Yamamoto (3 episodi, 1998-1999), interpretato da Russell Yuen.
- Band practice girl (3 episodi, 1997-1998), interpretata da	Lucinda Davis.
- Cheerleader (3 episodi, 1997-1998), interpretato da Leyda Aleyli.
- Ellen Griffin (2 episodi, 1999), interpretata da Jayne Heitmeyer.
- Chantel (2 episodi, 1997-1999), interpretata da Rachel Fontaine.
- Patrick (2 episodi, 1997-1999), interpretato da Adam Frost.
- Annie Rogers (2 episodi, 1999), interpretata da Cecile Cristobal.
- Priscilla (2 episodi, 1998-1999), interpretata da Melissa Galianos.
- Nick Benedetto (2 episodi, 1997), interpretato da John-Philip Vazquez.

## Produzione
La serie fu prodotta da Telescene Film Group Productions e girata a Montréal in Canada. Le musiche furono composte da Stephane Deschamps, Dino Giancolai, Judith Henderson e Luc Préfontaine.

### Registi
Tra i registi della serie sono accreditati:
- Michel Bériault (16 episodi, 1998-2000)
- Don Barnhart (10 episodi, 1997-1998)
- Claude Maher (10 episodi, 1997-1998)
- Gary Plaxton (9 episodi, 1997-1999)
- Dana Calderwood (7 episodi, 1998-2000)
- Chuck Rubin (5 episodi, 1997-1998)
- Régent Bourque (2 episodi, 1999)
- Mark Soulard (2 episodi, 1999)

## Distribuzione
La serie fu trasmessa negli Stati Uniti dal 1997 al 2000 sulla rete televisiva Fox e in Canada sulla YTV. In Italia è stata trasmessa su Disney Channel con il titolo Student Bodies.
Alcune delle uscite internazionali sono state:
- negli Stati Uniti il 10 gennaio 1997 (Student Bodies)
- in Francia a luglio 2000
- in Spagna (Reporteros con clase)
- in Canada (Student Bodies o Vice-versa, nella versione in lingua francese trasmessa su Vrak.TV)
- in Italia (Student Bodies)

## Episodi
| Stagione         | Episodi | Prima TV Canada | Prima TV Italia |
| ---------------- | ------- | --------------- | --------------- |
| Prima stagione   | 27      | 1997-1998       |                 |
| Seconda stagione | 26      | 1998-1999       |                 |
| Terza stagione   | 13      | 1999-2000       |                 |